# Rock & Roll (canção de The Velvet Underground)
"Rock & Roll" (por vezes grafada "Rock 'n' Roll") é uma canção da banda americana The Velvet Underground, que apareceu originalmente no seu álbum de 1970, Loaded. A canção foi escrita pelo líder da banda, Lou Reed, que continuou a incorporar a música em suas próprias performances ao vivo anos mais tarde como artista solo.
O conteúdo lírico da canção é uma celebração do avento do rock and roll como gênero, na década de 1950; o cantor (Reed) cita uma conhecida sua chamada Ginny, que recorda escutar insatisfeita, aos cinco anos, o conteúdo musical da rádios, até que um dia sintonizou uma estação de rádio de Nova York, e "...não pôde acreditar no que ouviu; começou a se balançar ao som daquela boa, boa música; sua vida foi salva pelo rock and roll".

## Regravações
A música foi regravada por diversos artistas, destacando-se:
- The Runaways em seu auto-intitulado álbum de estréia de 1977.
- Jane's Addiction, em 1987, no álbum Jane's Addiction.

Em trilhas sonoras
- Lou Reed a regravou em versão solo para trilha sonora do film de 2006 A Guide to Recognizing Your Saints.
- Em 1979, no filme Rock 'n' Roll High School.
- Em 1988, Na trilha sonora do filme SLC Punk!.